# Gertraud Jesserer

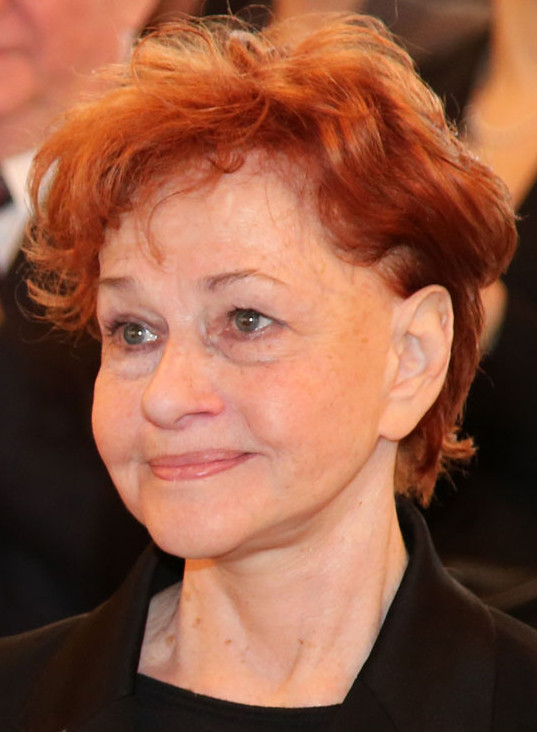
Gertraud Jesserer (2015)

Gertraud Jesserer (* 13. Dezember 1943 in Wien; † 9. Dezember 2021 ebenda) war eine österreichische Film- und Burgtheater-Schauspielerin.

## Leben und Wirken
Trotz einer nicht abgeschlossenen Ausbildung am Max Reinhardt Seminar, das sie 1959 verließ, bekam Jesserer bereits im Alter von 15 Jahren eine kleine Filmrolle neben Romy Schneider und debütierte 1960 in Molnárs Liliom am Theater in der Josefstadt, dessen Ensemble sie bis 1969 angehörte. Nach vier Jahren am Deutschen Schauspielhaus in Hamburg (1969 bis 1973) kam sie nach Wien zurück und war ab 1974 Mitglied des Burgtheaters. Als Schauspielerin wirkte sie auch in zahlreichen Kino- und Fernsehfilmen mit; so unter anderem als Gerda in der Fernsehserie Familie Leitner.
1986 wurde sie mit dem Titel Kammerschauspielerin ausgezeichnet, 1998 erhielt sie den Johann-Nestroy-Ring.
Jesserer war mit dem deutschen Schauspieler Peter Vogel verheiratet, mit dem sie zwei Kinder hatte. Sie lebte von Vogel schon länger getrennt, als er 1978 Suizid beging. Ihr ebenfalls als Schauspieler und später als Fotograf tätiger Sohn Nikolas Vogel starb im Juni 1991 während seiner Arbeit als Kriegsberichterstatter bei einem Bombardement des Flughafens in Ljubljana (gemeinsam mit Norbert Werner). Gertraud Jesserer kam im Dezember 2021, vier Tage vor ihrem 78. Geburtstag, bei einem Wohnungsbrand in Wien-Alsergrund ums Leben. Bei dem Brand wurden zwei weitere Personen verletzt.
Anlässlich der Verleihung des Goldenen Ehrenzeichens für Verdienste um das Land Wien hieß es zur Begründung:

„Die zarte Charakterdarstellerin überzeugte immer wieder auch mit kraftvollen Figuren. Ihr Repertoire ist umfangreich und umfasst komische wie ernste Rollen, in der österreichischen Theaterliteratur etwa als ‚Salome Pockerl‘ in Nestroys ‚Der Talisman‘ oder … in Feydeaus ‚Die Dame vom Maxim‘ sowie in Zuckmayers ‚Des Teufels General‘. In … Luc-Bondy-Inszenierungen von Horváths ‚Figaro lässt sich scheiden‘ … oder von Tschechows ‚Die Möwe‘ (Festwochen-Koproduktion im Akademietheater). … Besonders prädestiniert ist Kammerschauspielerin Gertraud Jesserer mit ihrem persönlichen Flair für Schnitzler-, Nestroy-, Hofmannsthal- und Horváth-Rollen, aber auch in Stücken von Wedekind, William Shakespeare, Hauptmann, Hochhuth oder Wolfgang Bauer konnte sie überzeugen.“

Insgesamt war sie 45 Jahre lang Ensemblemitglied des Wiener Burgtheaters.
Die letzte Ruhestätte von Gertraud Jesserer befindet sich auf dem Wiener Zentralfriedhof (Gr. 33G – Nr. 15) in einem Ehrengrab.

## Auszeichnungen
- 1974: Kainz-Medaille
- 1981: Goldene Kamera der Zeitschrift Hörzu
- 1986: Kammerschauspielerin
- 1998: Johann-Nestroy-Ring, Goldener Rathausmann
- 2003: Goldenes Ehrenzeichen für Verdienste um das Land Wien
- 2015: Ehrenmedaille der Bundeshauptstadt Wien in Gold[7]

## Filmografie
- 1959: Die Halbzarte (Kino)
- 1959: Wenn das mein großer Bruder wüßte (Kino)
- 1960–1966: Familie Leitner (Fernsehserie)
- 1960: Das Erbe von Björndal (Kino)
- 1961: Die Türen knallen
- 1961: Ruf der Wildgänse (Kino)
- 1961: Verdammt die jungen Sünder nicht (Morgen beginnt das Leben) (Kino)
- 1963: Ein Dorf ohne Männer
- 1963: Meine Tochter und ich (Kino)
- 1963: Hochzeit am Neusiedler See (Kino)
- 1964: Das hab ich von Papa gelernt (Kino)
- 1964: Verdammt zur Sünde (Kino)
- 1966: Das Abgründige in Herrn Gerstenberg
- 1966: Das Spukschloß im Salzkammergut (Kino)
- 1968: Der Kaufmann von Venedig
- 1969: Liebelei
- 1969: Die Moritat vom Räuberhauptmann Johann Georg Grasel
- 1970: Das Kamel geht durch das Nadelöhr
- 1970: Am Ziel aller Träume
- 1970: Fall Regine Krause
- 1970: Meine Frau erfährt kein Wort
- 1970: Der Feldherrnhügel
- 1971: Liliom
- 1971: Der junge Baron Neuhaus
- 1971: Geschäfte mit Plückhahn
- 1973: Reigen (Kino)
- 1974: Im Vorhof der Wahrheit
- 1976: Pariser Geschichten (Fernsehserie)
- 1976: Fluchtversuch (Kino)
- 1976: Kabale und Liebe
- 1976: Darf ich mitspielen?
- 1978: Wilhelm Meisters Lehrjahre
- 1980: Lucilla
- 1980: Liebe bleibt nicht ohne Schmerzen
- 1980: Glaube Liebe Hoffnung
- 1980: Ein Abend mit Labiche
- 1981: Die grüne Seite
- 1983: Monaco Franze (Fernsehserie, Folge Abgestürzt)
- 1983: Mich wundert, daß ich so fröhlich bin
- 1986: Rette mich, wer kann (Fernsehserie, sechs Folgen)
- 1988, 2009: Der Alte (Fernsehserie, verschiedene Rollen, zwei Folgen)
- 1989: Adrian und die Römer (Kino)
- 1989: Wie du mir …
- 1989: Das Mädl aus der Vorstadt
- 1990: Der veruntreute Himmel
- 1991: Der Schwierige
- 1992: Frohes Fest, Lucie!
- 1993: Ein unvergeßliches Wochenende – In Salzburg (Fernsehreihe)
- 1993: Schöndorf muß sauber bleiben
- 1994: Alles außer Mord (Fernsehserie, Folge Der Mann im Mond)
- 1994: Mautplatz
- 1994: Der Salzbaron (Fernsehserie, sieben Folgen)
- 1994: Birkenhof & Lerchenau
- 1994, 2004: Kommissar Rex (Fernsehserie, verschiedene Rollen, zwei Folgen)
- 1994–1997: Derrick (Fernsehserie, verschiedene Rollen, drei Folgen)
- 1995: Tödliche Wahl (3-teiliger Fernsehfilm)
- 1995: Das verzauberte Lied
- 1996: Stockinger (Fernsehserie, Folge Todesnacht in Gastein)
- 1996: Der See (Kino)
- 1996–1997: Friedemann Brix – Eine Schwäche für Mord (Fernsehserie, zehn Folgen)
- 1997: Lamorte
- 1997: Baby Rex – Der kleine Kommissar
- 1997: Die Schuld der Liebe (Kino)
- 1998: Schlosshotel Orth (Fernsehserie, Folge Bis dass der Tod euch scheidet)
- 1999: Wer liebt, dem wachsen Flügel (Kino)
- 1997: Ein Herz wird wieder jung
- 1999: SOKO 5113 (Fernsehserie, Folge Lottokönig)
- 1999: Figaro läßt sich scheiden
- 2000: Die Kommissarin (Fernsehserie, Folge Die Geliebte des Killers)
- 2002: Taxi für eine Leiche (Kino)
- 2002: Germanija (Kino)
- 2003: Ravioli (Kino)
- 2003: Julia – Eine ungewöhnliche Frau (Fernsehserie, Folge Singerstraße 17)
- 2003: Dr. Sommerfeld – Neues vom Bülowbogen (Fernsehserie, Folge Eine Liebe fürs Leben )
- 2003: Jetzt erst recht
- 2004: Marie Bonaparte (Princesse Marie)
- 2004: Lautlos
- 2005: Ein ganz normales Paar
- 2005: 11er Haus (Fernsehserie, zwei Folgen)
- 2006: Der Elefant – Mord verjährt nie (Fernsehserie, Folge Der lange Weg zurück)
- 2006: Typisch Sophie (Fernsehserie, Folge Verrückte Gefühle )
- 2008: Das Traumschiff – Vietnam (Fernsehreihe)
- 2008–2009: Rex (Fernsehserie, drei Folgen)
- 2009: Geliebter Johann Geliebte Anna
- 2012: Nicht mit mir, Liebling

## Hörspiele (Auswahl)
- 1979: William Somerset Maugham: Penelope (Penelope) – Regie: Ferry Bauer (Hörspielbearbeitung – ORF Oberösterreich)

Quelle: Ö1-Hörspieldatenbank